# Wanderson Cristaldo Farias
Wanderson Cristaldo Farias (* 2. ledna 1988, Cruzeiro do Oeste, Brazílie) známý také pouze jako Wanderson je brazilský fotbalový záložník, od roku 2014 hráč bulharského klubu Ludogorec Razgrad.
Prošel angažmá v Brazílii a Bulharsku.

## Klubová kariéra
- Clube Esportivo Nova Esperança 2009
- Iraty Sport Club 2010
- Sport Club Barueri 2010–2011
- Clube Esportivo Nova Esperança 2011
- Oeste Futebol Clube 2012–2013
- Associação Portuguesa de Desportos 2013–2014[2]
- Ludogorec Razgrad 2014–